# Azeotropo

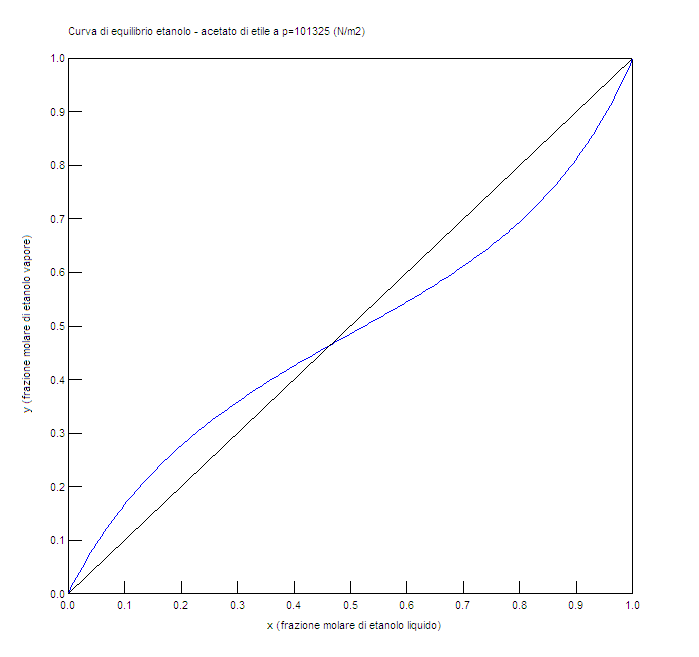
Punto di azeotropo di una miscela etanolo-acetato di etile a pressione atmosferica. Il punto azeotropico corrisponde all'intersezione della curva di equilibrio con la bisettrice.

Un azeotropo (dal greco: α-: non, ζέειν: bollire e τρόπος: cambiamento, quindi "bollire immutato" o "senza cambiamento durante l'ebollizione"), o miscela azeotropica è una miscela di due o più liquidi che non variano la propria composizione per semplice distillazione. Il termine fu coniato nel 1911 dai chimici inglesi John Wade e Richard William Merriman.

## Azeotropo di minima e di massima
Un azeotropo si forma quando tra le molecole delle due o più sostanze che lo compongono si manifestano fenomeni di attrazione o repulsione dovuti alla formazione di legami intermolecolari; a causa di tali legami il comportamento della miscela si discosta dalle condizioni ideali definite dalla legge di Raoult.
L'azeotropo può presentare un punto di ebollizione più basso o più alto di ognuno dei componenti della miscela. Nel primo caso viene detto azeotropo bassobollente o azeotropo di minima o azeotropo positivo, nel secondo azeotropo altobollente o azeotropo di massima o azeotropo negativo.
Le espressioni di minima o di massima fanno riferimento al fatto che in un diagramma T-x una miscela azeotropica presenta un punto di minimo o di massimo (estremi esclusi). Da notare che in un diagramma P-x invece la concavità viene a essere invertita. I termini azeotropo positivo e azeotropo negativo fanno invece riferimento al fatto che nei due casi abbiamo scostamenti positivi e negativi dalla legge di Raoult.

## Omogeneità dell'azeotropo
Per via di questa sua peculiarità, un azeotropo si comporta come una sostanza a sé. In particolare, la deviazione dall'idealità espressa dalla legge di Raoult per sistemi azeotropici diviene estrema così come il discostamento dei coefficienti di attività γi dal valore unitario (idealità della miscela liquida): in sistemi sufficientemente non ideali, i diagrammi T-x esibiscono massimi o minimi (azeotropi altobollenti e bassobollenti). In questi punti estremi, le composizioni della fase liquida e vapore in equilibrio tra loro sono identiche e si verificano le condizioni di azeotropo. Per tali sistemi è infatti noto che
Yi=Xi per i=1...n
A differenza quindi di una generica miscela di due liquidi diversi, un azeotropo non può venire separato nei suoi componenti per semplice distillazione. La temperatura di ebollizione e la concentrazione azeotropica dipendono dalla pressione esterna.

## Esempi di miscele azeotropiche
Un esempio comune di azeotropo bassobollente è quello formato da una miscela formata dal 95,6% in massa di etanolo e il 4,4% di acqua. I punti di ebollizione dell'etanolo e dell'acqua sono rispettivamente 78,4 °C e 100 °C, mentre il punto del loro azeotropo è 78,1 °C (quindi si ha un azeotropo di minima).
Un esempio di azeotropo di massima è dato dalla miscela di acido cloridrico al 20,2% in massa e acqua al 79,8%. I punti di ebollizione dell'acido cloridrico e dell'acqua sono rispettivamente -84 °C e 100 °C, mentre il loro azeotropo bolle a 110 °C.

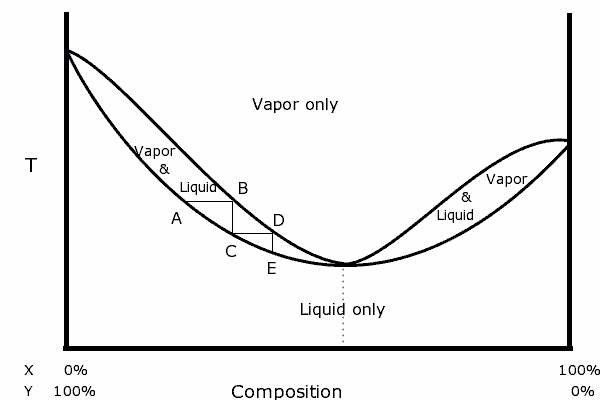
Azeotropo di minima in un diagramma T-x

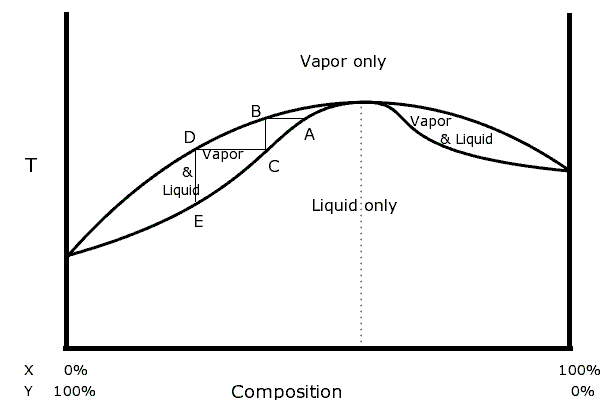
Azeotropo di massima in un diagramma T-x

In alcuni casi si può assistere anche a un "doppio azeotropo". Questo è il caso della miscela benzene-esafluorobenzene.

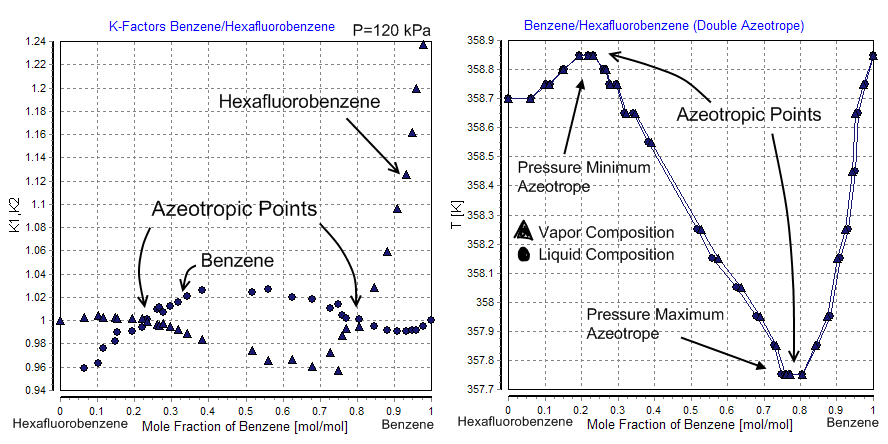
Azeotropo doppio del sistema benzene-esafluorobenzene.

## Separazione di miscele azeotropiche
Distillando una miscela che può formare azeotropo, la composizione del distillato è più prossima alla composizione azeotropica rispetto alla composizione dell'alimentazione.
Per esempio, se distilliamo una miscela 80:20 di etanolo-acqua otterremo un distillato arricchito di etanolo. Ma se distilliamo una miscela 97:3 di etanolo-acqua otterremo un distillato impoverito di etanolo, ovvero in entrambi i casi ci avviciniamo alla composizione azeotropica.
Questo vuol dire che possiamo separare miscele di etanolo e acqua per distillazione solo se vogliamo ottenere una purezza in etanolo minore del 95,6%.
La distillazione non è quindi un metodo efficace nella separazione delle miscele azeotropiche.
I metodi comunemente utilizzati per la separazione di miscele azeotropiche (o rottura azeotropica) sono:
- distillazione azeotropica
- pressure swing distillation
- separazione per azione chimica
- distillazione con sale disciolto
- distillazione estrattiva
- pervaporazione e altre separazioni a membrana

### Distillazione azeotropica
Nella distillazione azeotropica si introduce un agente che influenza la volatilità di uno dei costituenti della miscela. Si ha quindi la formazione di un azeotropo ternario a partire da un azeotropo binario.
Un esempio di distillazione azeotropica si ha con l'addizione di benzene o cicloesano a una miscela etanolo-acqua. L'azeotropo ternario risultante è composto dal 7% di acqua, 17% di etanolo e 76% di cicloesano, e bolle a 62,1 °C. In pratica viene aggiunto cicloesano in una quantità tale da imprigionare tutta l'acqua nell'azeotropo ternario. Allontanando l'azeotropo ternario per evaporazione si produce un residuo di etanolo quasi puro.

### Distillazione a pressione variabile
Un altro metodo per svolgere la distillazione di una miscela azeotropica consiste nell'utilizzare una seconda colonna di distillazione con una pressione differente. Infatti le condizioni di esistenza dell'azeotropo variano al variare della pressione, per cui scegliendo adeguatamente la pressione è possibile spostare l'azeotropo lontano dalle condizioni operative.
Quindi per separare una miscela che forma azeotropo si possono utilizzare due colonne: nella prima colonna viene svolta la separazione fino ad arrivare a condizioni prossime all'azeotropo, mentre nella seconda colonna, che opera a una pressione differente dalla prima, si continua la separazione fino ad arrivare alla concentrazione desiderata.

### Distillazione con adsorbimento
Nel caso di miscela costituita da un azeotropo e da un terzo componente, una volta raggiunto l'azeotropo è possibile procedere con l'adsorbimento di un componente della miscela azeotropica e quindi continuare la separazione per allontanare il terzo componente (che non forma azeotropo con gli altri due componenti).